# Adrienne Marie Louise Grandpierre-Deverzy
Pour les articles homonymes, voir Grandpierre.
Adrienne Marie Louise Grandpierre-Deverzy ou Adrienne de Pujol (à partir de 1857) est une artiste peintre française née en 1798 à Tonnerre et morte le 28 mars 1869 à Paris 10e.

## Biographie et œuvre
Élève du peintre Abel de Pujol (1785-1861), puis assistante-enseignante du peintre dans son atelier, Adrienne Grandpierre-Deverzy est célèbre pour ses peintures historiques dans le style troubadour. Elle expose au Salon de peinture et de sculpture, à Paris, de 1822 à 1855, jusqu'à ce qu'elle épouse Abel de Pujol en 1856. Elle est une artiste reconnue dont une des œuvres historiques orne le château de Fontainebleau : Monaldeschi implore la grâce de Christine de Suède à Fontainebleau. Peintre de portraits, elle réalise également la lithographe des œuvres d'Abel Pujol.
En 1822 elle expose au Salon avec le tableau L'Atelier du peintre Abel de Pujol, où l'on voit l'artiste Pujol conseiller ses élèves femmes ; l’œuvre est aujourd'hui au Musée Marmottan-Monet. Une autre version de l'atelier du peintre est exposée en 1836, puis à l'exposition universelle de 1855. Adrienne Marie Louise Grandpierre-Deverzy peint plusieurs fois l'atelier du peintre.
À partir de 1857, elle expose sous le nom d'Adrienne de Pujol.

## Postérité
Son nom apparaît, à son article, dans le Dictionnaire universel de Pierre Larousse en 1875.
Ses œuvres sont redécouvertes à partir des années 1976 avec l'exposition internationale « Women Artists: 1550–1950 », qui a lieu aux États-Unis et présente les travaux de 83 artistes femmes européennes et américaines sur quatre siècles.

## Œuvres dans les collections publiques
- Eu, Musée Louis-Philippe du château d'Eu : Alexandre Farnèse, duc de Parme + 1592, copie d'après Otto van Veen[6].
- Fontainebleau, château de Fontainebleau : Monaldeschi implore la grâce de Christine de Suède à Fontainebleau, 1824, huile sur toile, 103 × 83 cm[7].
- Paris, musée Marmottan Monet : L'Atelier d'Abel de Pujol, 1822, huile sur toile, 96 × 129 cm[8]
- Valenciennes, musée des beaux-arts : Atelier d’Abel Pujol ou Intérieur d’un atelier de peinture, 1836, huile sur toile, 95 × 130 cm[9],[10].

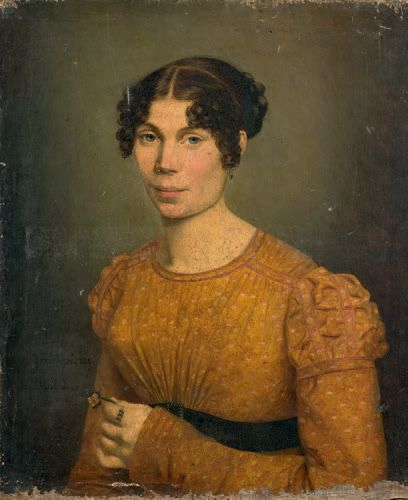
Portrait de femme tenant une pensée, 1823
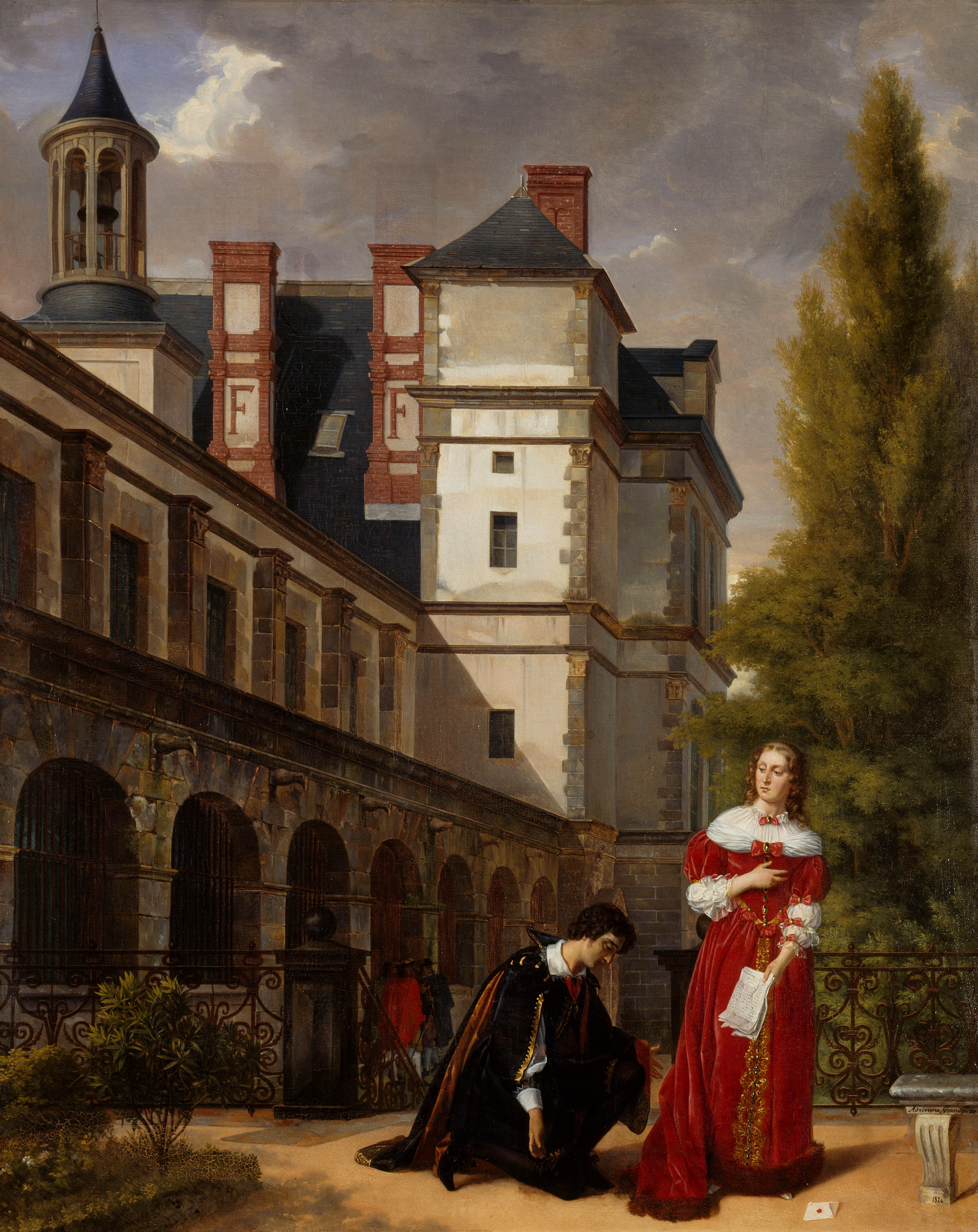
Vue d'une partie du château de Fontainebleau. Christine, reine de Suède, fait assassiner son grand écuyer Monaldeschi, 1824
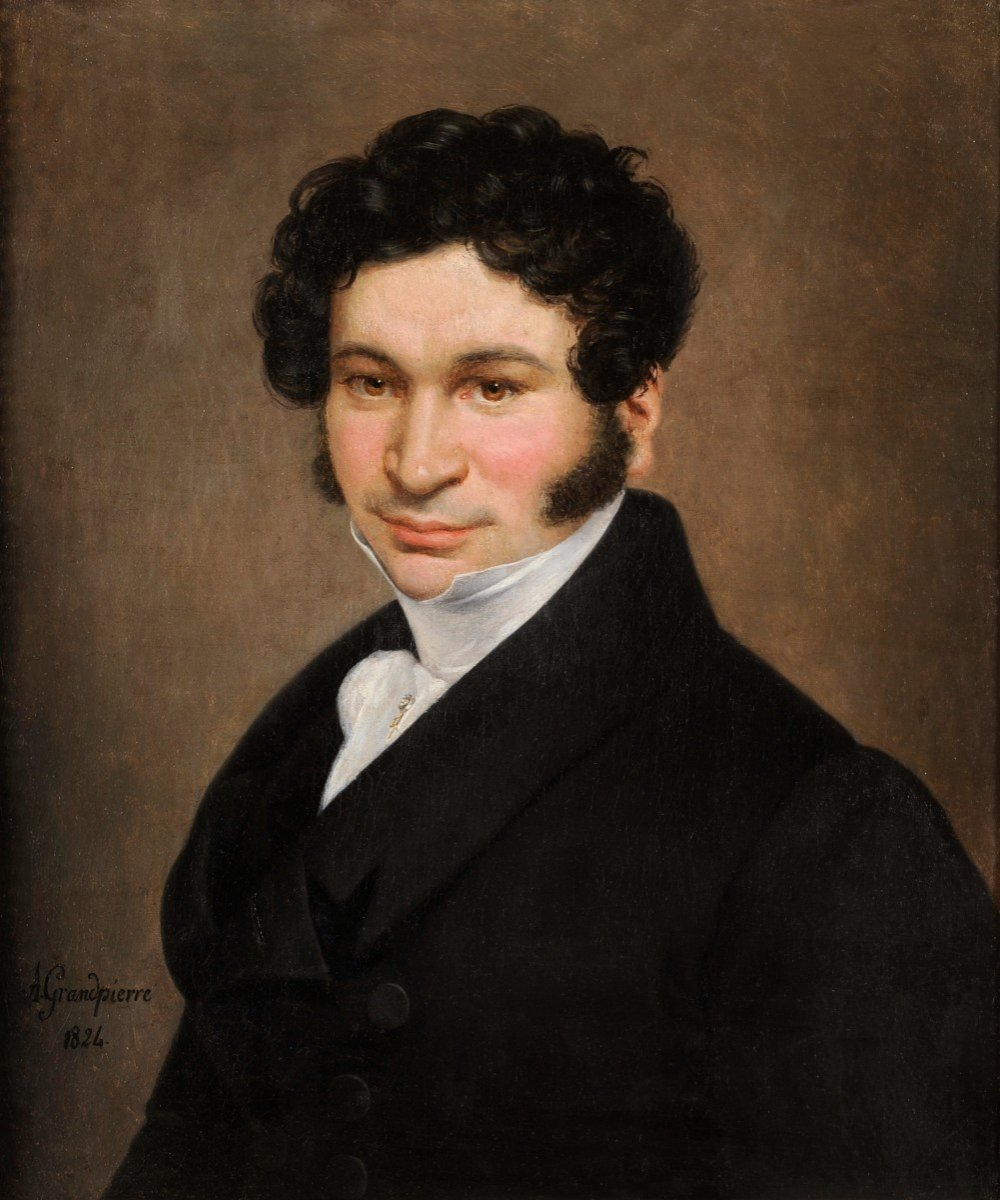
Portrait d'homme, 1824
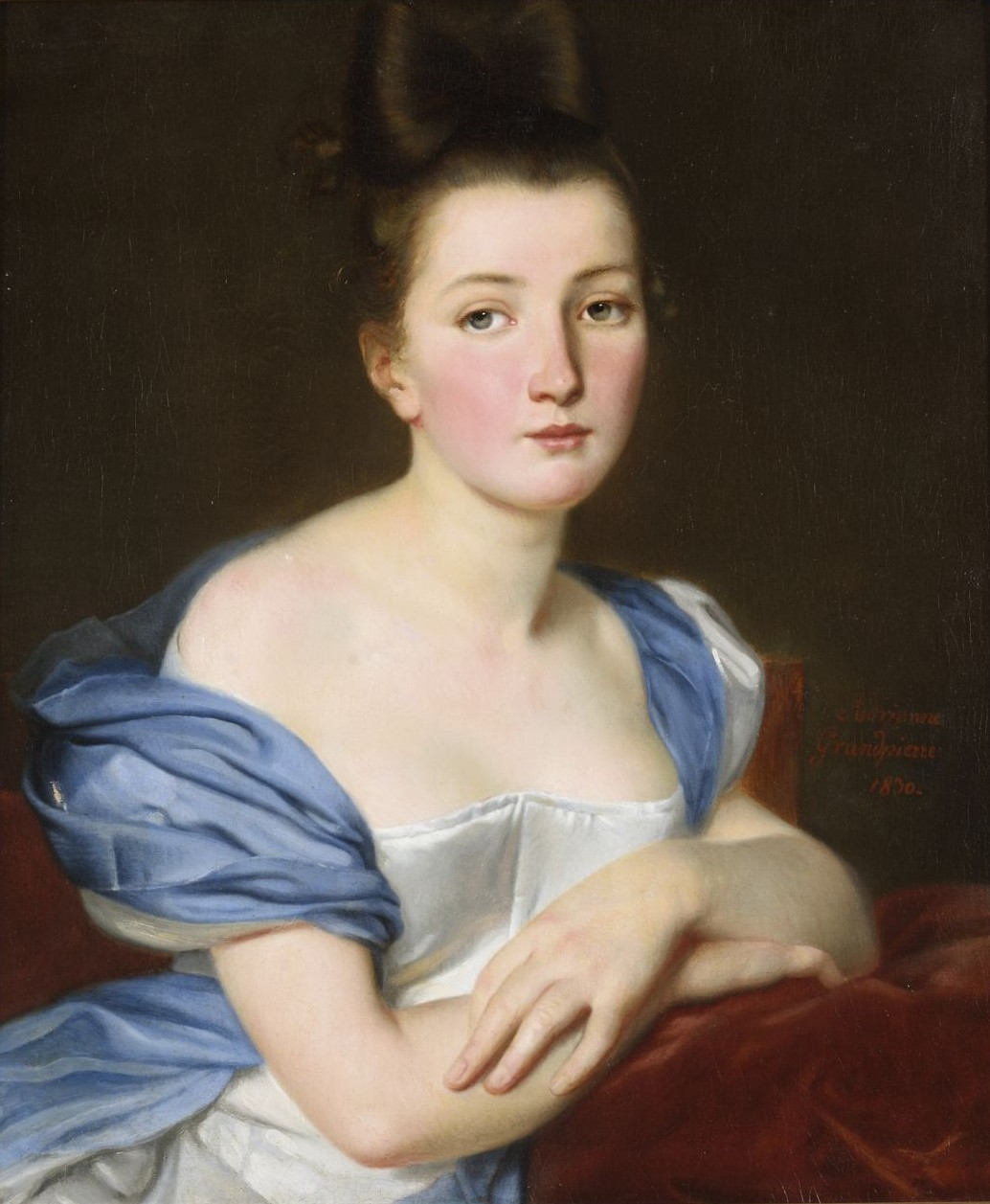
Portrait d'une jeune fille au châle bleu, 1830
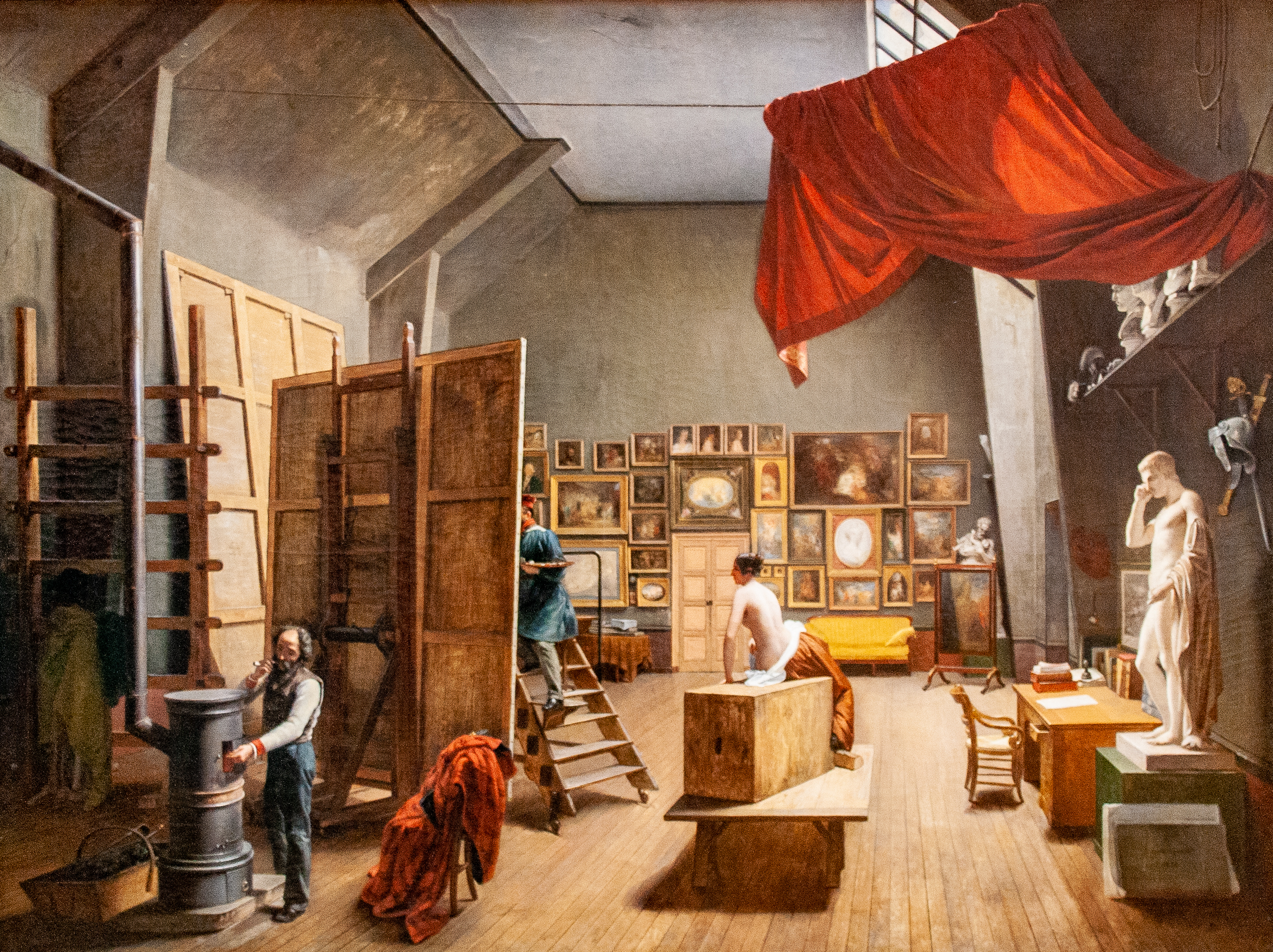
Atelier d’Abel Pujol ou Intérieur d’un atelier de peinture, 1836
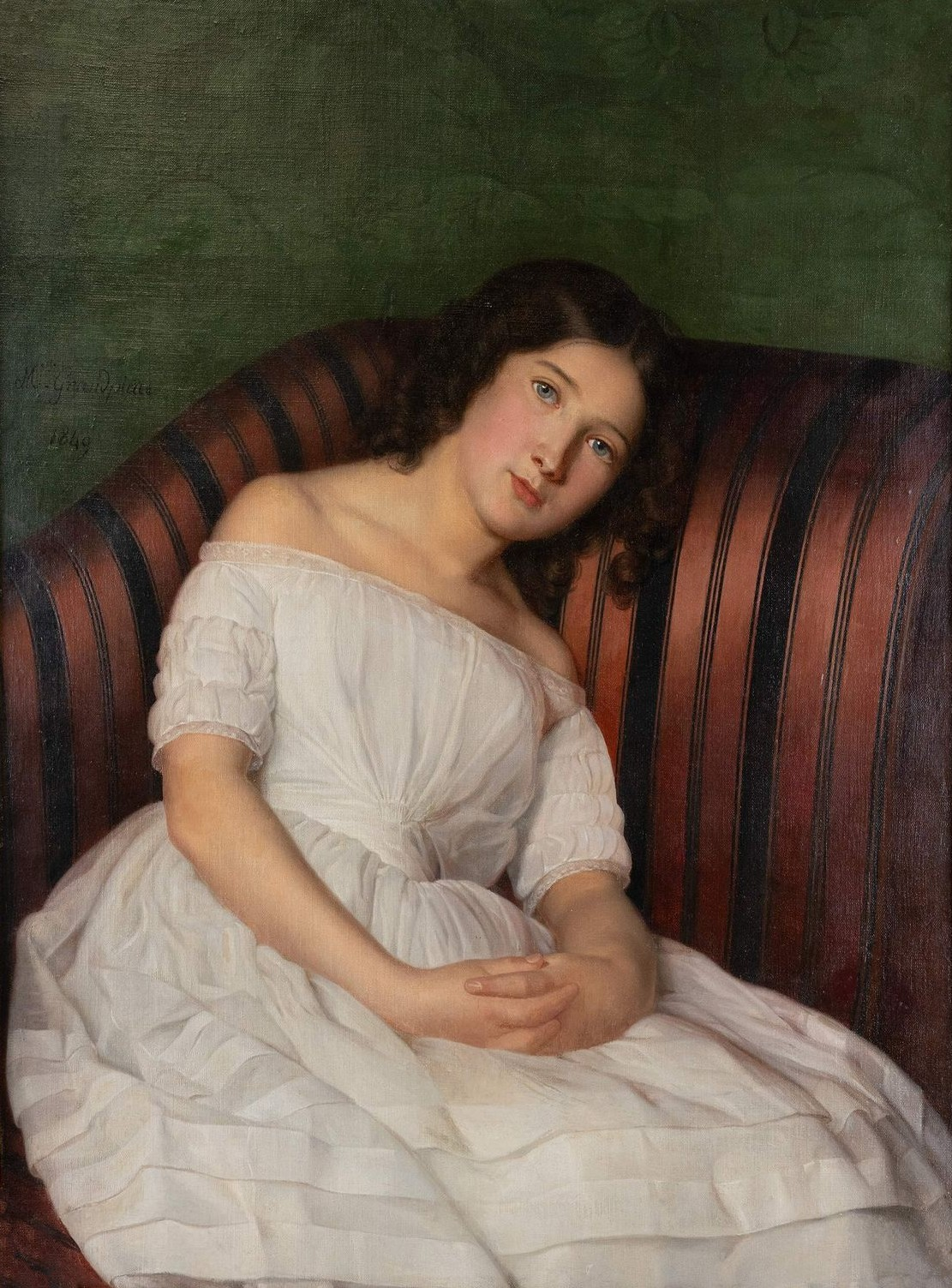
Portrait de Madame Gignoux à 16 ans, 1849